# Hasarambi, Kalghatgi
Hasarambi là một làng thuộc tehsil Kalghatgi, huyện Dharwad, bang Karnataka, Ấn Độ.